# Gruppi di difesa della donna
I Gruppi di Difesa della Donna (GDD) furono delle formazioni partigiane pluripartitiche, simbolo dell'apporto femminile nella lotta al fascismo.
La loro azione, come suggerito dalla denominazione completa (Gruppi di Difesa della Donna e per l'assistenza ai combattenti della Libertà), fu volta al perseguimento di un duplice obiettivo: la partecipazione attiva nella guerra contro il regime e la «mobilitazione di forze in tutti i ceti e strati sociali» in favore delle «rivendicazioni propriamente femminili»

## Storia

### Nascita
Nacquero a Milano nel novembre del 1943, pochi mesi dopo il CLN, con lo scopo di creare un movimento di massa trasversale, cui donne di ogni ceto sociale, fede religiosa e tendenza politica potessero unirsi, sempre entro i limiti della clandestinità.
A firmare l’atto costitutivo furono Giovanna Boccalini, Giulietta Fibbi e Rina Picolato, del Partito Comunista; Laura Conti e Lina Merlin, del Partito Socialista ed Elena Fischli Dreher insieme ad Ada Gobetti, attiviste del Partito d’Azione.
L’intento fu quello di dar vita ad un’organizzazione che si fondasse sul legame sociale che univa tutte le donne «nella volontà di affermare una nuova dignità femminile», escludendo l’elemento politico dalle qualifiche necessarie per l’adesione ai Gruppi.
Il Programma d’Azione, pubblicato sul foglio di riferimento del movimento “Noi Donne”, si apre infatti con l’esortazione:
«Le donne italiane che hanno sempre avversato il fascismo, che della guerra hanno sentito tutto il peso per i lutti, le case distrutte, i sacrifici e le raddoppiate fatiche, non possono rimanere inerti in questo grave momento»
L’antifascismo, lo spirito cristiano per alcune e il senso materno furono dunque alcuni dei fattori di coesione che portarono persino donne prive di una formazione politico-ideologica a prender parte a quella che di lì a poco, grazie al confluire di gruppi preesistenti legati al movimento Giustizia e Libertà (come quello di Ada Gobetti), sarebbe stata definita dal CLN un’«organizzazione unitaria di massa che agisce nel quadro delle proprie direttive» come pure «la sola organizzazione femminile in lotta contro il nazi-fascismo»

### Diffusione e organizzazione
Dopo soli quattro mesi di attività i Gruppi erano già 19 e contavano circa un centinaio di aderenti nel nord Italia.
Si può ipotizzare che una prima diffusione sia avvenuta tramite il passaparola, sulla base di legami personali di fiducia, ma di certo non si può sottovalutare il ruolo giocato dalla propaganda. La distribuzione di manifesti, volantini e fogli (in particolare il periodico sopracitato “Noi Donne”) spinsero molte ad “arruolarsi”, soprattutto nelle zone del centro-nord, dove il costume le rendeva più pronte ad agire in proprio e ad avere una maggiore consapevolezza civica.
La crescita fu tanto rapida che un anno dopo, il 5 novembre 1944, i Gruppi erano ormai 119 con ben 2299 iscritte. Si rese dunque necessaria una nuova organizzazione, capace di gestire le nuove volontarie (si stima che entro la fine della guerra avessero raggiunto la quota di 70.000).
L’esecutivo centrale, presieduto dalle delegazioni dei partiti e dalle segreterie regionali, era il nucleo rappresentativo dei comitati di lavoro («Organizzazione; Stampa; Assistenza; Assistenza sanitaria; Centro studi; Ispettrici regionali»). Costituiva di fatto il vertice di una struttura piramidale da cui dipendevano le più piccole realtà territoriali.
Ai comitati provinciali facevano riferimento le responsabili di diverse aree di lavoro e piccoli centri, cui loro volta erano subordinate le responsabili di zona e di vallata.
Per garantire la massima segretezza sicurezza dei Gruppi, delle attiviste e delle loro famiglie, vigeva una regola ferrea: nessuna volontaria, fatta eccezione per le responsabili di zona, poteva conoscere informazioni riguardanti gli altri gruppi o gli apparati dirigenti.
Le disposizioni dunque passavano di mano in mano, fino ad arrivare ai nuclei locali, i più importanti forse, perché furono proprio loro a portare risultati concreti.
Inizialmente si trattava di svolgere ruoli prevalentemente assistenziali, ma ben presto le attiviste si guadagnarono ruoli importanti nelle attività di informazione, propaganda, trasporto di ordini e munizioni oltre che nella partecipazione diretta alla lotta armata.Ada Gobetti, tra le prime, criticò il termine "assistenza" presente nel nome e già nel 1944 prese corpo un’impostazione dell'organizzazione più indirizzata alle attività volta a favorire l'emancipazione della donna.

### La lotta
“Con l’eccezione delle enclaves di alto prestigio e potere non esistono nella resistenza compiti o settori dove non compaiano le donne”.
All’interno dei Gruppi di difesa le donne si organizzano per resistere, lottare e tutelare vite nel tentativo di opporsi all’azione di distruzione e di occupazione dei nazisti e dei fascisti.
La prima grande operazione di salvataggio avviene in seguito all’otto settembre quando i tedeschi hanno invaso i quattro quinti del paese prendendo il controllo su Roma, mentre decine di migliaia di soldati italiani cercano di sfuggire alla caccia degli occupanti.
La prima linea di azione seguita è la tutela delle condizioni di vita materiali della popolazione che soffre a causa dei devastanti effetti della guerra. È una vera e propria lotta per la sopravvivenza: si cercano rifornimenti presso le fabbriche che collaborano con la Resistenza, si promuovono assalti ai forni e ai convogli che trasportano generi alimentari oltre che combustibili.
Per portare a compimento queste operazioni è essenziale possedere una notevole conoscenza del territorio in cui si opera e c’è bisogno di un costante apporto di informazioni aggiornate anche per supportare le bande dei partigiani, per consigliare dove dirigersi, per indicare una strada divenuta impraticabile, un ponte bombardato, una zona presidiata.
Il sostegno rivolto alla lotta partigiana doveva innanzi tutto manifestarsi nell’organizzazione di iniziative che mettessero in relazione i combattenti con la popolazione civile. Si decise di concentrare le iniziative all’interno di eventi specifici delimitati nell’arco di una settimana o di una giornata, che veniva dedicata a campagne intensive e capillari di raccolta di provviste, viveri, indumenti, medicinali e materiale sanitario da destinare ai resistenti. Dopo il dicembre del 1943, poche settimane dopo la fondazione dei Gruppi, in cui era stata organizzata la prima iniziativa di raccolta fondi, veniva annunciata la “settimana del partigiano” attraverso i manifesti redatti clandestinamente dalle attiviste, e negli ultimi mesi della guerra tutte le forze antifasciste del territorio coinvolto arrivarono a collaborare con l’attività promossa dalle donne. I risultati riportati nelle relazioni destinate al CLN venivano annunciati poi nei bollettini periodici di “Noi donne”.  Le stesse attiviste dei Gruppi si incaricavano della confezione e della consegna di quanto ottenuto, sempre in comunicazione attiva con i combattenti per individuare le necessità e dirigere le risorse. Quella che era nata come un’iniziativa di solidarietà divenne un’organizzazione complessa ed estesa che, in rapporto con il CLN,  ricevendone talora finanziamenti, si incaricò del vettovagliamento e del sostegno materiale delle brigate, garantendo la continuità del rifornimento per lunghi periodi a gruppi cospicui di partigiani nascosti.
I GDD si impegnano a costruire un elaborato sistema di assistenza alle famiglie dei prigionieri politici in carcere, fungendo da elemento di cerniera fra il detenuto e i suoi parenti e, quando questi vengono a mancare, cercano di fargli recapitare quanto si riesce a recuperare: ciò è fondamentale per la sua sopravvivenza, fisica e psicologica.
Viene offerta assistenza anche alle famiglie dei deportati, degli uccisi, in difficoltà per la mancanza dell’unico sostegno economico su cui poter contare (in questo caso l’aiuto, oltre che essere di natura materiale, è anche morale,  poiché i nuclei familiari che lo ricevono non si sentono più dei reietti dalla società, come vorrebbero far credere loro gli oppressori). Un alto numero di persone si occupa di curare i partigiani malati e feriti, con la disposizione di corsi di pronto soccorso e medicina infermieristica, tenute da medici donne e studentesse di medicina, assieme alla ricerca e alla predisposizione di luoghi per la cura dei feriti.
Le attiviste dei Gruppi, si impegnarono a costruire e mantenere costante il rapporto con la popolazione civile, rappresentando un essenziale punto di contatto tra questa e la lotta clandestina. La relazione con la collettività che soffriva per la guerra devastante e alla quale si domandava un piccolo contributo, era un aspetto da trattare con estrema attenzione, sensibilità e precisione. Possedere una buona conoscenza del territorio e della composizione sociale del luogo in cui si opera risulta quindi essere un fattore essenziale per il buon esito delle iniziative. La capacità di creare un dialogo continuativo con la popolazione non in armi e saper proporre modalità di resistenza all’interno della vita civile delle singole comunità è l’elemento che caratterizza i Gruppi rispetto alle brigate partigiane.
I GDD si avvalgono di vari mezzi di comunicazione tra i quali vi è la stampa clandestina, volta a far conoscere a una collettività femminile estesa le possibilità di azione offerta dalla prospettiva della solidarietà tra donne al fine di accelerare la fine della guerra e dell’occupazione con ogni mezzo a disposizione. Tra i tanti periodici clandestini, stampati nelle case con l’auto di membri dell’organizzazione, ricordiamo “La difesa della lavoratrice”, pubblicato a Torino nell’ottobre del 1944 dal PSI; “La compagna”, dell’agosto del 1944, stampato in casa di Medea Molinari, rappresentato del PSIUP torinese dei GDD; la rivista “In Marcia”, diretta da Annarosa Girola Gallesio, esponente della DC, e stampata nel retro della chiesa di Nostra Signora della Salute.
I volantini che circolavano facevano appello alle condizioni di vita, con riferimenti diretti al luogo di appartenenza o alla situazione sociale lavorativa. Gli argomenti di richiamo erano quelli della vita quotidiana in tempo di guerra: sia nelle edizioni locali della testata “Noi donne” sia nei volantini distribuiti dalla rete clandestina la descrizione delle difficoltà quotidiane e delle privazioni imposte dalla guerra e dall’occupazione nazista erano elementi indispensabili per coinvolgere i civili a far parte della Resistenza.
La lotta per la vita non riguardava solo i tentativi di attenuare la sofferenza causata dal freddo e dalla fame, si combatteva anche per difendersi dall’agire repressivo delle forze di polizia e militari.
La potenzialità della protesta pubblica disarmata, ma allo stesso tempo in contatto con i partigiani, venne messa in atto affinché cessassero le vessazioni imposte dall’esercito tedesco, per tentare di impedire un arresto o una fucilazione, per mettere in moto una manifestazione di protesta o una azione di mediazione con le autorità, per opporsi a un ordine di sfollamento. Esemplare è l’opposizione al bando di sfollamento di Carrara, imposto dai tedeschi. Nonostante la minaccia di durissime rappresaglie in caso di resistenza, il 7 luglio 1944 sono proprio le donne a rendere impossibile l’impresa nazista, esponendosi fisicamente, col corpo inerme, in piazza delle Erbe: l'ordine di evacuazione viene sospeso.
La notizia di una singola battaglia vinta circolava estesamente nei bollettini e diventava un racconto esemplare, l’occasione di un’esortazione a continuare la lotta.
Una significativa linea di azione riguarda la tutela della comunità sul piano spirituale, con particolare cura alla custodia e al rispetto delle ritualità della morte. Una frequente pratica del regime era l’esposizione del corpo dell’oppositore ucciso che non poteva essere né seppellito né protetto, marchiato con il cartello “Così finiscono i banditi”, la cui immagine doveva rimanere impressa nelle menti della popolazione. Un tale atto è una dolorosa ferita per una comunità che si vede espropriata del proprio diritto alla sepoltura, un rito essenziale nella vita di una comunità.
Le donne della Resistenza fanno in modo che sopra queste spoglie compaia un lenzuolo, dei fiori o dei bigliettini, si avvicinano ai cadaveri a dispetto dei mitra puntati tentavano di ricomporre e pulire i volti delle vittime, si adoperano affinché venga garantita una degna sepoltura e per informare i familiari della vittima.
Non si tratta di eventi isolati, ma di una volontà dichiarata e perseguita. Le relazioni dei Gruppi di Difesa sottolineano la necessità di mettere in atto questa forma di resistenza: così se le file di giustiziati rammentano che non c’è alcuna possibilità per un rito di riparazione, questi atti di ribellione testimoniano la volontà di non cedere alla violenza nazifascista.

### Emancipazione femminile
Citando Marisa Ombra, ex membro dei Gruppi di Difesa della Donna e dirigente UDI, l’8 settembre “è il momento in cui le donne smettono di essere gli angeli del focolare e diventano persone consapevoli dell’esistenza del mondo”. Ed è proprio con la presa di coscienza da parte delle donne che nascono i Gruppi di Difesa, una grande organizzazione destinata a cambiare le sorti di tutte le donne delle generazioni future. Coraggio, responsabilità e giustizia: sono le parole usate dalla storica Daniella Gagliani per descrivere la partecipazione femminile alla Resistenza. In un regime in cui non era ammesso alcun pensiero di opposizione, nonostante la consapevolezza dell’enorme rischio a cui si esponevano, esse hanno deciso di partecipare volontariamente alla lotta per la pace e per la libertà, mettendo da parte la paura per lasciar spazio ad un forte senso di responsabilità e di giustizia.
Come ha osservato Anna Bravo, il successo dell’azione femminile è dovuto all’abilità tipica delle donne di sfruttare una peculiare contraddizione del tempo di guerra caratterizzata dal venire meno della netta divisione tra sfera privata e sfera pubblica e, allo stesso tempo il rafforzarsi dello stereotipo che lega la sfera femminile alla prima e quella maschile alla seconda. Le donne tengono spesso riunioni in abitazioni che mascherano centri di resistenza, tessono un sistema di relazioni a partire dalla vita quotidiana che divengono strumenti di iniziativa antinazista. Le attiviste dei Gruppi di difesa si avvalgono dell’ambito del privato per manipolare il nemico: incontri amicali nascondono riunioni clandestine, una militante politica può diventare una parente sfollata, “fanno di un libro il contenitore per una rivoltella, del proprio corpo un nascondiglio di documenti, di un fiore un simbolo o un segnale”. Le resistenti hanno intuito che uno dei punti deboli del nemico è il bisogno dell’apparente immagine della quotidianità, di un momentaneo senso di distacco dalla crudele realtà della guerra.  Questo raffinato gioco di apparenze si ripresenta ogni volta che una donna supera un posto di blocco nascondendo armi e munizioni celate da un’abile esibizione della routine quotidiana.
È in questo contesto che nasce il fenomeno del “maternage di massa”. Tra le donne che hanno partecipato alla Resistenza, sono numerosissime quelle che rispondono alla chiamata dei Gruppi di Difesa in quanto mogli, madri, sorelle di uomini che stavano partecipando alla lotta armata. Si tratta di una sorta di estensione del senso materno di ogni donna, che si manifesta in un atteggiamento di solidarietà nei confronti degli uomini che hanno disertato dall’esercito della Repubblica di Salò seguendo i propri ideali di libertà: le donne soccorrono, sfamano e nascondono gli uomini che si presentano davanti alle loro porte proprio perché quegli stessi uomini potrebbero essere i loro stessi mariti, figli o fratelli.
Contemporaneamente alla lotta patriottica, i GDD avevano intrapreso una battaglia non meno importante per rivendicare la parità di diritti.
Mezzo principale dell’operazione sistematica di convinzione ed educazione in cui si impegnano i Gruppi, sono i volantini distribuiti clandestinamente da alcuni membri, su questi si può leggere:
“Sarà la tua partecipazione alla lotta, sempre più attiva, che ti permetterà di conquistare i diritti, non solo economici, ma anche politici i quali ti permetteranno di affiancarti all'uomo per la ricostruzione dell'Italia nella nuova costituente, nella nuova democrazia progressiva”.
La Resistenza offre anche l’occasione per i Gruppi di rivendicare per le donne il diritto di voto, richiesta che emerge fin da subito, ma niente affatto scontata. Neanche la guerra, spesso causa di stravolgimenti sociali, ha abbattuto il sistema patriarcale in cui si è sempre vissuto fino a quel momento: vi è ancor l’idea che la donna appartenga alla sfera familiare e privata della vita quotidiana, e che sia necessario tenerla esclusa dall’ambito pubblico e politico.  Persino nelle aree liberate dai partigiani a partire dall’estate del 1944, le donne sono state escluse dalla votazione dei sistemi di autogoverno.
Al contrario l’adesione ai Gruppi dava alle donne la prima occasione di partecipazione democratica e di presa di coscienza politica, dopo la quale, proprio in virtù del servizio reso alla nazione in quegli anni, hanno potuto finalmente intraprendere la strada per rivendicare pari dignità sociale rispetto agli uomini: il diritto al lavoro, la possibilità di accedere a qualsiasi impiego, la proibizione del lavoro a catena, del lavoro notturno e dell’impiego della donna nelle lavorazioni nocive, equità salariale, la possibilità di accudire i propri figli, il diritto di istruzione. Esemplari sono le parole di Rosetta Longo su “Noi donne”:
“Ormai, [la donna] non può retrocedere nel suo cammino, non può essere esclusa dalla vita politica economica sociale della Nazione, da quella Nazione che deve anche a lei la sua salvezza: non si torna indietro nel tempo. Se nella lotta la donna ha avuto gli stessi doveri e gli stessi diritti degli uomini, è giusto che nella pace essa continui a godere di questa parità di diritti, così faticosamente e così meritatamente conquistati”.

### Riconoscimento postbellico
Il principale dei criteri che dopo la guerra vengono utilizzati per dare riconoscimento ai resistenti recita: “È riconosciuta la qualifica di partigiano combattente […] a coloro che […] hanno militato per almeno tre mesi in una formazione armata partigiana o gappista regolarmente inquadrata nelle forze riconosciute e dipendenti dal CVL e che abbiano partecipato ad almeno tre azioni di guerra o di sabotaggio”.
Il riconoscimento viene, inoltre, attribuito a coloro che hanno prestato servizio nelle strutture logistiche per almeno sei mesi, con l’assegnazione, in alcune regioni, del titolo di “benemerito” nel caso in cui, pur non essendo inquadrati in alcuna formazione, siano stati forniti ausili di rilevante importanza.
Tali criteri rispecchiano la mentalità di quel preciso momento storico, che collocava il fenomeno resistenziale nel solo quadro dell’azione bellica, svolta all’interno di formazioni legate ai partiti politici e ufficialmente riconosciute.
Molti percorsi individuali ne risultarono penalizzati. Non riconosciute poiché non conformi a detti canoni furono molteplici iniziative che numerose donne portarono avanti facendosi fautrici di una resistenza civile, disarmata e pacifica attuata come risposta alla dominazione nazista.
Il riconoscimento della figura femminile all’interno della Resistenza italiana inizia a essere rivendicato a partire dagli anni Sessanta con l’obiettivo ultimo di ridefinire il ruolo della donna, fondandolo nella storia della Repubblica e della Resistenza. Tale percorso di emancipazione viene portato avanti ancora attualmente dai movimenti femministi. 
Anna Bravo, nella prefazione al testo La resistenza taciuta di Anna Maria Bruzzone e Rachele Farina, nota che il tema della partecipazione femminile alla Resistenza è rimasto per anni un tabù nell’Italia repubblicana:
“Per le donne si aggiunge il peso dello stereotipo che le dichiara inconciliabili con le armi e con la politica”.
In realtà il coinvolgimento femminile nella Resistenza si rivelò molto più che di supporto alla partecipazione maschile: “secondo le cifre ufficiali i furono 70 000 le appartenenti ai GDD; 35 000 le partigiane combattenti; 4600 le arrestate, torturate, condannate; 623 le donne fucilate o cadute in combattimento; 2750 le deportate nei campi di concentramento nazisti; 512 le commissarie di formazioni partigiane”.
Molte delle partigiane combattenti sottolineano di essersi spesso trovate di fronte alla diffidenza e al pregiudizio degli uomini, preoccupati di non dare un’immagine promiscua della Resistenza. La tendenza prevalente fu, infatti, quella di mantenere un’immagine stereotipata della partigiana addetta alla cura dei feriti e vivandiera. Ciò traspare anche nella proibizione per le donne, in alcune città italiane, di sfilare al corteo della liberazione e nel conteggio di sole 19 donne decorate di medaglia d’oro, in contrapposizione ai 570 partigiani uomini.
Le donne che hanno ricevuto medaglie d’oro al valore per le loro azioni durante la Resistenza sono state dunque un numero non proporzionato al contributo fornito. In particolare furono: Irma Bandiera, Gina Borellini, Livia Bianchi, Carla Capponi, Bruna Davoli, Gabriella Degli Esposti, Cecilia Deganutti, Paola Del Din, Anna Maria Enriques, Norma Pratelli Parenti, Tina Lorenzoni, Ancilla Marighetto, Clorinda Menguzzato, Irma Marchiani, Rita Rosani, Modesta Rossi, Virginia Tonelli, Vera Vassalle, Iris Versari.
I Gruppi di Difesa della Donna vennero riconosciuti il 7 luglio 1944 dal CLNAI (Comitato di Liberazione Nazionale Alta Italia), massimo organo della Resistenza, come “organizzazione unitaria di massa che agisce nel quadro delle proprie direttive” e ottennero una rappresentanza nei vari CLN. 
Il CLNAI permise dunque il riconoscimento politico dei GDD, a condizione che il movimento femminile si presentasse ovunque sotto il nome di GDD; vennero dunque accantonate altre sigle, come “Comitato delle antifasciste” o “Comitato di assistenza”, con le quali in alcune località le donne preferivano presentarsi. Tale richiesta fu poi messa per iscritto dalla direzione nazionale dei GDD in una circolare del 24 agosto 1944 indirizzata a“Tutti i Gruppi di difesa della donna”.
Il riconoscimento politico dei GDD influì, inoltre, nella discussione sull’estensione del diritto di voto alle donne, che il 1º febbraio 1945 portò all’emanazione del decreto legislativo luogotenenziale n. 23.

## Gruppi di difesa e resistenza femminile in Piemonte
In Piemonte i Gruppi di difesa della donna nascono a Torino nel novembre del 1943, su iniziativa del Partito Comunista, unendo orientamenti politici diversi. Nonostante fossero nati sotto la spinta di uno specifico schieramento, si definivano a carattere e programma unitario e non un’organizzazione di partito. 
In Piemonte la partecipazione delle donne è stata importante, non soltanto nell’ambito dei Gruppi, ma anche in generale nella Resistenza armata, e, ancor di più, in quella “civile”.
Questa componente della Resistenza per molto tempo si è manifestata attraverso azioni di contributo all'azione partigiana, tra cui ad esempio il ruolo di staffetta, che si rivelò molto prezioso per il movimento partigiano, nel quale i collegamenti venivano mantenuti soprattutto dalla fitta rete di comunicazione costituita dalle donne: infatti si occupavano di scrivere licenze e documenti falsi, e poi li trasportavano, insieme ad armi, affrontando i posti di blocco. Lucia Boetto Testori, partigiana originaria di Cuneo, appartenente alle formazioni autonome di Enrico Martini Mauri,spesso si spostava dalla sua città natale a Torino, per il trasporto di documenti falsi e detonatori, che nascondeva tra le dita, sotto i guanti, per portarli a Torino, dove sarebbero serviti per far esplodere i treni tedeschi, che contenevano beni di ogni genere, da armi a quadri. Era utile essere donna per adempiere a questo particolare ruolo, perché il genere femminile era ritenuto meno pericoloso. 
L’identità di donna costituiva in generale una copertura: Palmira Ceotto, che aderì alla resistenza a Torino, racconta “Mi dicevano, vai in giro con i bambini, non guardano [...] quando andavo, andavo sempre con i miei figli.[…] Io con loro potevo sempre mascherare”.
Questo però spesso non bastava: furono numerosissimi i casi di interrogatori, processi, carcere o confinamento a Ponza o Ventotene.
Le donne davano anche sostegno diretto ai partigiani: li accoglievano nei paesi, affittavano loro alloggi e li nascondevano: Mariassunta Fonda Gaydou, staffetta piemontese, racconta che raccoglievano quanti più vestiti civili possibili per camuffare i soldati..
Aiutavano i compagni prigionieri: Matilde Pietrantonio, attiva nelle file della Resistenza torinese, racconta che lei ed altre si occupavano di liberare i catturati, scambiandoli con ostaggi fascisti.
La resistenza civile delle donne fu importante anche nell’aiuto fornito ai cittadini, che, a causa degli orrori della guerra, vivevano in condizioni disastrose: fornivano cibo e aiutavano gli sfollati. Importante fu il contributo femminile nella giornata dell’8 settembre del 1943, data dell’armistizio, quando, a scopo di protezione, le donne accolsero, sfamarono, vestirono, soldati sbandati.
A Torino, in particolare, poiché a partire dalla primavera del 1944 si registrò un eccesso di violenza ed odio da parte dei fascisti che mostravano i nemici uccisi in luoghi pubblici, o occultavano e profanavano i cadaveri, impedendo così che si desse una degna sepoltura, le donne deponevano fiori vicino alle forche o ricomponevano i corpi dei caduti in modo che fosse meno orribile per le madri guardarli.

## Film e documentari
Nel 2017, per la regia di Rossella Schillaci, è uscito il film-documentario Libere. Il film testimonia il significato che il ruolo delle donne ha avuto nella Resistenza Italiana e nell’emancipazione femminile, a partire da materiali documentari raccolti nel corso degli anni dall'Archivio nazionale cinematografico della Resistenza.
Nel 2016 è uscito il film documentario del regista Daniele Segre dal titolo Nome di battaglia Donna con i racconti delle dirette protagoniste ancora in vita che hanno agito principalmente in Piemonte.

### La donna nella resistenza
La donna nella Resistenza è un documentario di Liliana Cavani, realizzato in occasione del ventesimo anniversario della Liberazione nel 1965, dove viene presentato il ruolo delle donne nella Resistenza. È dedicato a coloro che resero l’Italia democratica, lottando contro il nazifascismo e immolandosi per la libertà dal regime. Per molto tempo il ruolo delle donne nella Resistenza venne ritenuto marginale, occultato o dimenticato, in linea con la cultura maschilista imperante, ma, poiché la lotta antifascista aveva assunto anche un volto femminile, le donne a poco a poco reclamarono un loro posto nella memoria collettiva. La regista percorse l’Italia, raccolse interviste di donne che, dall’estate 1943 all’aprile 1945, furono protagoniste un momento drammatico della storia d’Italia.
Si segnala inoltre il documentario Gruppi di difesa della donna: dall’assistenza ai combattenti al nuovo welfare, un'intervista a cura di a Roberta Fossati, storica e già docente all'università di Milano Bicocca (a cura di Ardemia Oriani, 13 febbraio 2020) 
La storica, partendo dalla spiegazione dell’importanza dei GDD e del loro lavoro svolto in gran parte a Milano; arriva a delineare il passaggio dalla clandestinità dei GDD alla loro riscoperta avvenuta nel ‘78.